# Michail Politsjoek
Michail Michailovitsj Politsjoek (Russisch: Михаил Михайлович Полищук) (Moskou, 10 januari 1989) is een Russische zwemmer. Hij vertegenwoordigde zijn vaderland op de Olympische Zomerspelen 2008 in Peking en op de Olympische Zomerspelen 2012 in Londen. Hij is medehouder van het Europees record op de 4x200 meter vrije slag.

## Carrière
Bij zijn internationale debuut, op de wereldkampioenschappen kortebaanzwemmen 2008 in Manchester, strandde Politsjoek in de series van de 200 meter vrije slag. Op de 4x200 meter vrije slag eindigde hij samen met Nikita Lobintsev, Jevgeni Lagoenov en Aleksandr Soechoroekov op de vijfde plaats. Tijdens de Olympische Zomerspelen van 2008 in Peking vormde de Rus samen met Danila Izotov, Jevgeni Lagoenov en Aleksandr Soechoroekov een team in de series van de 4x200 meter vrije slag, in de finale veroverden Izotov, Lagoenov en Soechoroekov samen met Nikita Lobintsev de zilveren medaille. Voor zijn aandeel in de series werd Politsjoek beloond met de zilveren medaille. In Rijeka, Kroatië nam Politsjoek deel aan de Europese kampioenschappen kortebaanzwemmen 2008, op dit toernooi werd hij uitgeschakeld in de series van de 200 en de 400 meter vrije slag. 

### 2009-2012
Op de wereldkampioenschappen zwemmen 2009 in Rome sleepte de Rus samen met Nikita Lobintsev, Danila Izotov en Aleksandr Soechoroekov de zilveren medaille in de wacht op de 4x200 meter vrije slag. Tijdens de Europese kampioenschappen kortebaanzwemmen 2009 in Istanboel eindigde Politsjoek als zesde op de 400 meter vrije slag, op de 200 meter vrije slag strandde hij in de series.
In Boedapest nam de Rus deel aan de Europese kampioenschappen zwemmen 2010, op dit toernooi werd hij uitgeschakeld in de series van de 200 meter vrije slag. Op de 4x200 meter vrije slag zwom hij samen met Sergej Peroenin, Jevgeni Lagoenov en Aleksandr Soechoroekov in de series, in de finale legden Peroenin en Soechoroekov samen met Nikita Lobintsev en Danila Izotov beslag op de Europese titel. Voor zijn inspanningen in de series ontving de Rus eveneens de gouden medaille. Tijdens de wereldkampioenschappen kortebaanzwemmen 2010 in Dubai strandde Politsjoek in de series van de 400 meter vrije slag. Samen met Aleksandr Soechoroekov, Jevgeni Lagoenov en Danila Izotov zwom hij in de series van de 4x200 meter vrije slag, in de finale veroverden Soechoroekov, Lagoenov en Izotov samen met Nikita Lobintsev de wereldtitel. Voor zijn aandeel in de series werd hij beloond met de gouden medaille.
Op de Europese kampioenschappen kortebaanzwemmen 2011 in Szczecin eindigde de Rus als zevende op zowel de 200 als de 400 meter vrije slag.
In Londen nam Politsjoek deel aan de Olympische Zomerspelen van 2012. Op dit toernooi werd hij samen met Artem Loboezov, Jevgeni Lagoenov en Aleksandr Soechoroekov uitgeschakeld in de series van de 4x200 meter vrije slag. Tijdens de wereldkampioenschappen kortebaanzwemmen 2012 in Istanboel strandde de Rus in de series van de 400 meter vrije slag.

## Internationale toernooien
| Jaar | Olympische Spelen                                   | WK langebaan      | WK kortebaan                                                              | EK langebaan                                                              | EK kortebaan                            |
| ---- | --------------------------------------------------- | ----------------- | ------------------------------------------------------------------------- | ------------------------------------------------------------------------- | --------------------------------------- |
| 2008 | 4x200m vrije slag · Politsjoek zwom enkel de series |                   | 12e 200m vrije slag 5e 4x200m vrije slag                                  | geen deelname                                                             | 18e 200m vrije slag 11e 400m vrije slag |
| 2009 |                                                     | 4x200m vrije slag |                                                                           |                                                                           | 24e 200m vrije slag 6e 400m vrije slag  |
| 2010 |                                                     |                   | 17e 400m vrije slag · 4x200m vrije slag · Politsjoek zwom enkel de series | 21e 200m vrije slag · 4x200m vrije slag · Politsjoek zwom enkel de series | geen deelname                           |
| 2011 |                                                     | geen deelname     |                                                                           |                                                                           | 7e 200m vrije slag 7e 400m vrije slag   |
| 2012 | 10e 4x200m vrije slag                               |                   | 12e 400m vrije slag                                                       | geen deelname                                                             | geen deelname                           |

## Persoonlijke records
Bijgewerkt tot en met 19 april 2012
Kortebaan
| Afstand         | Tijd    | Datum            | Plaats    |
| --------------- | ------- | ---------------- | --------- |
| 200m vrije slag | 1.43,84 | 7 november 2009  | Moskou    |
| 400m vrije slag | 3.39,81 | 10 december 2009 | Istanboel |

Langebaan
| Afstand         | Tijd    | Datum         | Plaats |
| --------------- | ------- | ------------- | ------ |
| 200m vrije slag | 1.48,00 | 19 april 2012 | Moskou |
| 400m vrije slag | 3.52,63 | 1 juli 2011   | Roeza  |